# Intelsat
Intelsat S.A. er en amerikansk-luxembourgsk satellitserviceudbyder, med hovedkvarterer i Luxembourg og Tysons, Virginia. De har 52 kommunikationssatelliter. Virksomheden blev oprindeligt etableret som International Telecommunications Satellite Organization, som var ejet af den amerikanske stat, indtil den blev privatiseret i 2001.